# Психологическое профессиоведение
Психологическое профессиоведение — направление психологии труда, в котором изучаются и описываются характеристики профессиональной деятельности, разрабатываются методы изучения и классификации профессий.
Понятие психологического профессиоведения уточнено Э.Ф. Зеером и М.В. Зиннатовой: это область психологической науки и практики, изучающая профессиональное пространство субъектной личности, психологические механизмы и закономерности его освоения и эффективной самореализации в нем, а также психологическое сопровождение данных процессов. Зарождается на стыке психологии профессий, психологии профессионального развития, психологии карьеры.
Объект исследования психологического профессиоведения: профессиональное пространство субъектной личности. 
Предмет исследования: психологическое содержание профессий, тенденции и психологическое сопровождение профессионального развития и карьерного становления, формирование транспрофессиональной личности и транспрофессиональной карьеры. 
Основные направления исследований психологического профессиоведения: 1) требования профессионального пространства к личности / требования личности к профессиональному пространству; 2) выбор профессии в современном обществе; 3) деструктивные и конструктивные тенденции профессионального развития личности; 4) психологическая коррекция и психологическая реабилитация в ходе профессионального развития и карьерного становления личности в профессии; 7 5) учет современных факторов профессионального развития и карьерного становления личности; 6) транспрофессионализм личности, транспрофессиональная карьера, трансфессия.
Профессиографированием называется изучение отдельной профессии, а профессиограммой — результат её описания. Профессиограмма включает в себя признаки трудового процесса, его условия и организацию, а также психограмму — упорядоченную совокупность профессионально важных качеств работника.
Подходы к исследованию профессий (Джен А. Алгера):
- Описание профессионального поведения — выделение задач, действий, которые необходимо выполнить сотруднику, а также самого процесса их выполнения, его особенностей;
- Эмпирическое выявления компетенций — выделение внутренних ресурсов и способностей работника, необходимых в профессиональной деятельности, на основе корреляционного анализа;
- Исследование характеристик трудовых задач — психологическая интерпретация нормативно установленных задач.

## Методы изучения профессий
Существует множество методов психологического изучения профессий:
- Метод анализа технической документации;
- Опросные методы — беседа, опросники;
- Метод наблюдения;
- Метод экспертной оценки по выявлению ПВК;
- Трудовой метод — психолог проходит обучение данной профессии, фиксируя интересующие аспекты;
- Алгоритмическое описание и анализ — акцент ставится на выявлении вариантов выполнения профессиональных задач;
- Экспериментальный метод;
- Метод критических инцидентов;
- Психосемантические методы — методы семантического дифференциала, ассоциативного эксперимента, контекстной и семантической реконструкции текста, классификации, клайк-анализа;
- Анализ биографий и автобиографий.

## Классификации профессий
Существуют различные классификации профессий в зависимости от признака, на основе которого выделяются критерии классификации: классификация профессий по отраслям народного хозяйства, классификация профессий в целях гигиены и охраны труда, классификация видов работ по степени тяжести.
Советским и российским психологом Климовым Е. А. была разработана классификация профессий для профориентации школьников. В ней профессии классифицируются согласно предметному содержанию труда (Ч (человек) — социономические, Т (техника и неживая природа) — технономические, П (природа) — биономические, З (знак) — сигнономические, Х (художественный образ) — артономические)), преобладающей цели трудовых задач (П — преобразовательные, Г — гностические, И — изыскательские), по используемым орудиям труда (Р — ручным, М — механизированным, А — автоматизированным, Ф — функциональным), по условиям труда и их требованиям к человеку (Б — бытовые условия труда, О — работа на открытом воздухе, Н — необычные условия труда, наличие факторов вредности для здоровья, опасности, М — особые требования профессии к моральным качествам субъекта труда). Данная классификация предоставляет возможность составить карту мира профессий и формулу конкретной профессии.
Также существует Международная стандартная классификация профессий, созданная представителями ЮНЕСКО, ООН и Всемирной организации здравоохранения.